# 亀田西
亀田西（かめだにし）は、福島県郡山市に所在する字である。郵便番号は963-0221。

## 地理
郡山市役所本庁所管地域である市街中心部に属し、住所としては「郡山市字亀田西」と表記される。東で亀田、西で大槻町とそれぞれ隣接する。東日本旅客鉄道（JR東日本）郡山駅西側市街地西部に位置し、国道4号あさか野バイパス西側に沿う南北に細長い一角を範囲とする。北側に店舗や事務所、南側に分譲住宅地が立地する。開成に所在する郡山警察署開成山交番、および大槻町に所在する郡山消防署針生救急所がそれぞれ管轄にあたる。

### 河川・湖沼
一級水系阿武隈川水系
- 亀田川

## 世帯数と人口
2024年1月1日現在の世帯数と人口は以下の通りである。
| 町丁   | 世帯数 | 人口  |
| ------ | ------ | ----- |
| 亀田西 | 37世帯 | 112人 |

## 小・中学校の学区
市立小・中学校に通う場合、学区は以下の通りとなる。
| 番地 | 小学校             | 中学校                 |
| ---- | ------------------ | ---------------------- |
| 全域 | 郡山市立桑野小学校 | 郡山市立郡山第六中学校 |

## 交通

### 道路
- 国道4号あさか野バイパス

※当域内からの直接の進入は不可

## 施設等
- テンポス 郡山店
- ぱるる（文房具店）